# Shishi odoshi

shishi odoshi Wildscheuche im Higashiyama Botanical Garden (siehe dazu auch Higashiyama)

Das Shishi odoshi (japanisch ししおどし, 鹿威し für deutsch wörtlich: Hirschscheuche) ist im weiteren Sinne in Japan eine Bezeichnung für einen Gegenstand, der Vögel oder andere Schädlinge aus dem Garten verscheuchen soll, so für kakashi (Vogelscheuche), naruko (Klappern) und sōzu, das als shishi odoshi im engeren Sinne gilt.
|  | Info zur Audio-Datei |

Das Sōzu (japanisch 添水) ist ein Wasserspiel in einem traditionellen japanischen Garten. Es besteht aus einem Quellbrunnen und einem kippfähigen Bambusrohr, das langsam so lange mit Wasser gefüllt wird, bis es vornüber umkippt und das Wasser in einem Schwall entleert wird. Wenn das Bambusrohr in seine Ausgangslage zurückkippt, soll es auf einen Stein aufschlagen. Durch das Geräusch, das beim Aufschlag des nunmehr leeren (hohl klingenden) Bambusrohrs entsteht, sollen schreckhaftes Wild und Vögel aufgeschreckt und generell abgeschreckt werden. In einem übertragenen meditativen Sinn soll dieses Geräusch auch an die Vergänglichkeit der Zeit erinnern.
Der Mechanismus ist verwandt mit der Gnepfe.